# Ramaderia

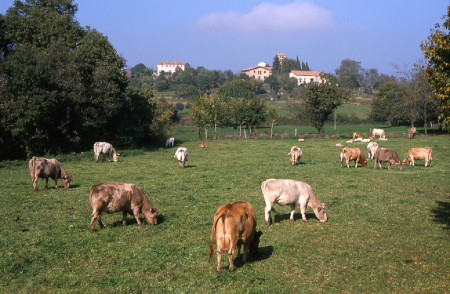
Ramat de vaques al Parc Natural de la Zona Volcànica de la Garrotxa

La ramaderia és l'activitat humana consistent en la domesticació i explotació d'animals per obtenir-ne aliment, productes derivats (llana, cuir, etc.), o serveis (animals de tir, animals de bast, amb finalitats recreatives, animals per a laboratori, etc.). El conjunt d'animals així emprats s'anomena «bestiar». La ramaderia abasta el conjunt d'activitats relacionades amb la cria (àmbit de la zootècnia) i el comerç de bestiar (àmbit de l'economia agrària).
Els responsables dels ramats en pastura s'anomenen «pastors».

## Importància mundial de la ramaderia
En el món a partir del segle xxi, la ramaderia suposa un 40% del valor econòmic de l'activitat conjunta agrícola i ramadera, aquest valor arriba al 50% en el món desenvolupat econòmicament.

## Nombre mundial de caps de bestiar
Desglossament del nombre mundial de caps de bestiar (només mamífers, l'any 2011)
- Ases i mules: 52.159.000
- Búfals: 173.858.000
- Bovins: 1.376.824.000
- Cabres: 816.308.000
- Cavalls: 58.108.000
- Porcs: 962.686.000
- Ovins: 1.084.979.000

## Principals espècies ramaderes
- Porcí: Porc, majoritàriament, i porc de guinea
- Boví: Toros, vaques, bous, zebús, búfals
- Oví: Ovelles
- Cabriu o el cabrum: Cabra
- Aviram: Gallines, gallina de guinea, coloms, oques, ànecs, estruços, etc.
- Èquids: Cavalls, ases
- Camèlids: Camell, dromedari, llama, alpaca
- Àpids: Abella de la mel, altres abelles i borinots (apoïdeus)

## Problemes per la industrialització

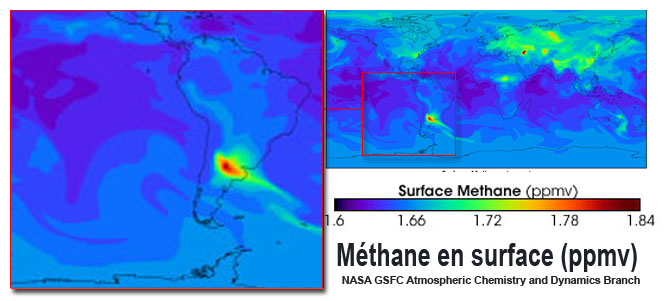
L'emissió de metà per part del ramat és un problema greu

Amb la industrialització ràpida de la ramaderia que va ocórrer al llarg del segle xx s'han plantejat noves qüestions en els camps de la zootècnia, l'ètica, el dret, la bioseguretat i la sanitat alimentària i mediambiental; en particular; 
- Els mètodes de selecció i inseminació (sovint artificial) que empobreixen la diversitat genètica de les espècies i soques ramaderes afavorint les malalties dels animals
- la difusió de la ramaderia sense terra que substitueixen les pastures per conreus de soia i blat de moro;
- la difusió de la cria en bateries semblen afavorir alguns tipus de virus (H5N1) i altres patògens,
- la possibilitat en la carn i la llet d'utilitzar substàncies (prohibides o no) com els additius alimentaris, hormones de creixement o melatonina forçant els animals a produir i més encara el clonatge i les modificacions genètiques dels animals és font de conflictes.
- L'ús de farines animals per alimentar ramaderia herbívora ha estat l'origen de la malaltia de les vaques boges ocasionada per un prió.
- Els mètodes moderns tenen un gram impacte ambiental i social (s'ha reduït la mà d'obra necessària)
- la difusió al medi ambient de medicaments veterinaris per l'orina i els excrements dels animals, també en piscicultura.
- El consum mundial de carn augmenta molt. Segons les estimacions de l'ONU (FAO), la producció mundial de carn i llet es doblarà d'aquí al 2050 ».[2]

### Mamífers en la ramaderia
| Animal / Tipus                             | Estatus de domesticació | Antecessor silvestre                                   | Època de la primera domesticació | Àrea de la primera captivitat               | Primers usos comercials | Usos comercials actuals                                                     |
| ------------------------------------------ | ----------------------- | ------------------------------------------------------ | -------------------------------- | ------------------------------------------- | ----------------------- | --------------------------------------------------------------------------- |
| Alpaca Mamífer, herbívor                   | domèstic                | Vicunya                                                | Entre 5000 aC i 4000 aC          | Andes                                       |                         | llana                                                                       |
| Bisó americà Mamífer, herbívor             | captiu                  | s/d                                                    | A finals del segle xix           | Amèrica del Nord                            |                         | carn, cuir,                                                                 |
| Camell Mamífer, herbívor                   | domèstic                | Dromedari salvatge i Camell bactrià                    | Entre 4000 aC i 1400 aC          | Àsia                                        |                         | Animal de tir, de càrrega i per muntar, carn, llet                          |
| Boví Mamífer, herbívor                     | domèstic                | Ur (extingit)                                          | 6000 aC                          | Sud-oest d'Àsia, Índia, Àfrica del Nord (?) |                         | Carn, llet cuir, animal de tir                                              |
| Cérvol Mamífer, herbívor                   | captiu                  | s/d                                                    | 1970                             | Amèrica del Nord                            |                         | carn (banya), cuir                                                          |
| Gos Mamífer, omnívor                       | domèstic                | Llop                                                   | 12000 aC                         |                                             |                         | Animal de càrrega, Animal de tir, Per a caçar, Gos de pastor, guardià, carn |
| Ase Mamífer, herbívor                      | domèstic                | Ase silvestre africà                                   | 4000 aC                          | Egipte                                      |                         | Per muntar, de càrrega, de tir, carn, llet de burra                         |
| Cabra Mamífer, herbívor                    | domèstic                | Cabra salvatge                                         | 8000 aC                          | Sud-oest d'Àsia                             |                         | Llet, carn, llana, cuir, de tir,                                            |
| Porc de Guinea Mamífer, herbívor           | domèstic                | Cavia tschudii                                         | 5000 aC                          | Amèrica del Sud                             |                         | Carn                                                                        |
| Cavall Mamífer, herbívor                   | domèstic                | Cavalls salvatges d'Ucraïna i sud de Rússia (extingit) | 4000 aC                          | Ucraïna                                     |                         | Per muntar, de càrrega, de tir, carn, llet                                  |
| Llama Mamífer, herbívor                    | domèstic                | Guanac                                                 | 3500 aC                          | Andes                                       |                         | Per muntar, de càrrega, de tir, carn, llana                                 |
| Mul Mamífer, herbívor                      | domèstic                | Híbrid estèril d'ase i cavall                          |                                  |                                             |                         | Per muntar, de càrrega, de tir                                              |
| Porc Mamífer, omnívor                      | domèstic                | Senglar                                                | 7000 aC                          | Anatòlia oriental                           |                         | Carn, cuir                                                                  |
| Conill Mamífer, herbívor                   | domèstic                | Conill de bosc                                         | entre 400 a 900 dC               | Península Ibèrica i França                  |                         | Carn, pell                                                                  |
| Cérvol Mamífer, herbívor                   | semidomesticat          | Cérvol salvatge                                        | 3000 aC                          | Nord de Rússia                              |                         | Carn, cuir, banya, llet, animal de tir,                                     |
| ovella Mamífer, herbívor                   | domesticat              | Mufló asiàtic                                          | Entre 9000 i 11000 aC            | Àsia del sud-oest                           |                         | Llana, llet, cuir, carn                                                     |
| Búfal d'aigua domesticat Mamífer, herbívor | domesticat              | Búfal asiàtic silvestre                                | 4000 aC                          | Àsia del Sud                                |                         | Per a muntar, de tir, carn, llet                                            |
| Iac Mamífer, herbívor                      | domesticat              | Iac salvatge                                           |                                  | Tibet, Nepal                                |                         | Carn, llet, llana, per a muntar, de càrrega, de tir                         |

## Història de la ramaderia
Per a les primeres fases de la història de la ramaderia només es pot comptar amb les dades que proporciona l'arqueozoologia, ja que, evidentment, no es compta amb dades escrites. L'arqueozoologia té entre les seves limitacions les que es desprenen de la formació, o no, de fòssils (la tafonomia) i la possibilitat que el que es trobi actualment en àmbits com les coves no sigui representatiu del que realment hi havia en el passat.

### La prehistòria abans de la ramaderia
Les darreres societats d'economia caçadora recol·lectora visqueren en l'Epipaleolític altrament dit Mesolític. El final del Plistocè es considera en 10.300 anys enrere, així queda marcat de la darrera glaciació i el canvi climàtic cap a la situació actual. Durant l'Epipaleolític no hi ha veritable ramaderia, ja que no es produeixen de forma conscient canvis morfològics en els animals que es consumien que als Països Catalans (del continent) eren bàsicament el cérvol (Cervus elaphus), la cabra salvatge (Capra pyrenaica), conill de bosc i algunes espècies de cargol com Capea nemoralis. La cacera de cavalls com Equus caballus i Equus tryduntinus havia disminuït molt respecte al Paleolític, més ocasionalment també es caçaven altres animals com teixons i rarament (per exemple al nord del País Valencià) l'os. A Mallorca l'antilop Myotragus balearicus era l'espècie més caçada i més tard seria, segons evidències arqueològiques, com a mínim semidomesticada. El gos (domesticat 13.500 anys enrere al Pròxim Orient i 3.000 anys després a Europa) era en realitat l'únic animal domesticat de l'Epipaleolític però amb una finalitat que no era la ramadera.

### El Neolític
Sembla que agricultura i ramaderia es van adoptar simultàniament, el que queda completament establert és que això passa a l'Orient Pròxim on ara hi ha els actuals estats de Síria, Israel i Iraq. Potser com a precedent a l'autèntica domesticació hi va haver una cacera selectiva o un control de ramats silvestres. Els antecedents salvatges dels animals domesticats, anomenats agriotips, tots ells es troben en la zona de l'Orient Proper, des d'on les tècniques agroramaderes irradiaren a totes les altres zones. Si bé hi havia a Europa porcs (senglar) i bovins silvestres (auroc) les anàlisis dels fòssils dels animals domesticats en demostren l'origen oriental. En el cas de les cabres europees que són de diferent espècie (Capra hircus i Capra Pyrenaica) que l'oriental (Capra aegagrus) i van ésser aquestes últimes les que es van domesticar. En el cas de l'ovella domèstica només existeix en estat salvatge a l'orient, ja que el moltó silvestre de Còrsega, Ovis musimon és una ovella domèstica assilvestrada durant el Neolític.
En el neolític eren més abundants els ramats d'ovelles i cabres que els de bovins i porcs tot i que la recerca arqueològica apunta a una possible major antiguitat de la domesticació del porc respecte a la de l'ovella que tradicionalment es considerava més antiga.
En l'elecció dels animals que van ser domesticats era molt important la seva manejabilitat pels humans i que no competissin en l'alimentació humana, per això hi dominen els remugants sobre els monogàstrics com el porc.

### La ramaderia actualment a la península Ibèrica
- De bestiar oví n'hi ha, a la península Ibèrica, 23 milions de caps, que es crien a l'interior de la península on s'alimenten de pastura i/o pinso. D'aquest bestiar se n'obté carn, llana i llet.

- De bovins, a la península, són n'hi ha més de 6 milions de caps, abunden al nord de la península on s'alimenten de pastures i/o pinso. D'aquest bestiar també se n'obté carn, llet, cuir, etc.

- L'aviram, principalment gallines ponedores i pollastres per a carn (broilers), uns 180 milions de caps i se n'obtenen ous i carn.

- El bestiar porcí són més de 25 milions de caps i es crien a gairebé tot el territori peninsular. Els porcs ibèrics s'alimenten de pastura i/o pinso. Les races no ibèriques estan sempre en estables i només mengen pinso. Se n'obté carn de la qual una part se'n fa embotit, l'altra es conserva en forma curada (pernil) o es consumeix en fresc.

## Països Catalans
Els Països Catalans són un territori tradicionalment ramader. A més del porc, cal esmentar altres animals que han definit la ramaderia i que perviuen avui. Els condicionants climatològics i geogràfics intervenen decisivament en la ramaderia i la pagesia tradicionals i, per tant, en la constitució de les races autòctones.
Hi ha una gran tradició quant a la cria d'aviram, especialment els pollastres, els galls i les gallines. Aporten no tan sols una carn de primera qualitat, sinó els ous. No és casual que, a més de l'escudella, el dia de Nadal es mengi el pollastre –o el capó, un pollastre capat– farcit com a segon plat mentre que en altres indrets aquest espai l'ocupa el xai.
Entre les varietats de pollastres, capons, galls i gallines autòctones, destaquen el pollastre de pota blava del Prat de Llobregat (l'únic amb Indicació Geogràfica Protegida), el gall del Penedès i el pollastre empordanès. També altres varietats que es crien respectant l'alimentació i el cicle vital de l'animal, com és el cas dels pollastres, capons i pulardes de pagès del Berguedà, criats en espais amplis i alimentats amb blat de moro. A València, destaca la varietat autòctona valenciana o xulilla. A les Balears, tant Mallorca i Menorca com Eivissa tenen una raça autòctona. Entre altres aus, cal destacar els ànecs del Penedès i els de Mallorca (ànnera mallorquina) i l'oca empordanesa, per consumir-ne la carn i també l'apreciat fetge gras. També és considerable la cria d'altres ocells tradicionalment salvatges com la guatlla, encara que el consum d'aquest tipus d'aviram sigui molt més moderat.
El següent animal quant a importància és l'ovella. Herbívor remugant ben adaptat al clima mediterrani, prové probablement del mufló salvatge de l'Orient Pròxim, animal que encara avui dia existeix i que presenta similituds. L'ovella forma part de la cultura ramadera i alimentària en bona part del món i té un paper simbòlic important en diferents cultures i religions. Als Països Catalans, aquesta importància té característiques pròpies. S'ha de dir que el xai no és una menja diària: no ho era en el passat ni ho és ara. És una carn molt gustosa, greixosa i de preu elevat, més adequada per a dies comptats que per a un consum constant. A casa nostra, el xai agrada petit, quan encara s'alimenta a base de la llet de la mare, fet a l'ast, a la brasa o bé al forn, a diferència d'altres indrets on és més freqüent de veure'l cuinat amb salses i d'edat més avançada. Per la diversitat de territoris en què tradicionalment habita, de races d'ovelles n'hi ha moltes i de ben diferenciades: si bé n'hi ha de molt apreciades per la carn, altres ho són per la llet i altres per la llana. Als Països Catalans hi ha sis races autòctones: la xisqueta, la ripollesa, la mallorquina, la menorquina, l'eivissenca i la roja mallorquina. Totes es crien per la carn, principalment, i menys per la llet, amb la qual es fan formatges de qualitat i en general artesanals.
El tercer animal en importància seria la vaca –i la vedella–. Als Països Catalans, aquest animal no ha estat tradicionalment gaire present. Més habituat a zones humides i amb molta quantitat d'herba, en el sistema de ramaderia tradicional es concentra a les comarques pirinenques, i en canvi és pràcticament inexistent a la resta del Principat. Aquesta concentració ha desenvolupat una sèrie de races autòctones catalanes presents als Pirineus: la pallaresa, que en l'actualitat es troba en procés de recuperació, la bruna (o bruneta, creuament entre la pallaresa i la bruna alpina) i l'alberesa (situada a l'Albera, entre l'Alt Empordà i el Rosselló, de la qual hi ha pocs exemplars). Se'n consumeix la carn principalment a les zones properes i arriba puntualment a restaurants i mercats d'arreu. Amb la llet, es confeccionen formatges artesans. A les Balears, les races mallorquina i menorquina tenen una existència mil·lenària, per bé que avui dia es troben en constant perill de desaparèixer. La precarietat de races autòctones es deu en gran part a la cria intensiva de vaca i vedella de races foranes, triades en funció de la producció de llet o de carn, en zones naturalment no adequades per a aquest animal. Aquest tipus d'explotacions en molts casos no està relacionat amb la qualitat, malauradament.
La cabra domesticada, als Països Catalans, té una presència menys acusada, en la majoria dels casos testimonial i centrada en l'obtenció de llet per a producció de formatge artesà. Es parla d'una raça autòctona catalana existent als Pirineus fins a mitjan segle xx, ja desapareguda. En l'actualitat, a Catalunya tan sols resisteix la cabra blanca de Rasquera com a representant autòctona i es pastura a la zona interior del sud de Catalunya. A les Balears es mantenen la raça mallorquina i la pitiüsa, mentre que a la resta de la Península destaca la presència de races com la murcianogranadina o la pirinenca (Aragó), principalment utilitzades per la llet. En l'actualitat, en aquest i en la resta de casos tractats, sembla que hi ha un cert moviment de recuperació basat en l'interès gastronòmic però també en un interès cultural, històric i ecològic que envolta aquestes races.